# 堀つかさ
堀 つかさ（ほり つかさ、1981年10月29日 - ）は、日本の元女優、ケン企画→研音所属、身長160cm、O型。愛知県出身。
現在は芸能界を引退している。

## 主な出演番組

### テレビドラマ
- らぶ・ちゃっと 第18話（2000年9月、フジテレビ系）
- 編集王（2000年10月 - 12月、フジテレビ系）堀越みどり 役
- ラブ・レボリューション（2001年4月 - 6月、フジテレビ系）有吉千春 役
- ハンドク!!!（2001年10 - 12月、TBS系）平川美幸 役
- TRICK2 第1 - 3話（2002年1月、テレビ朝日系）ゲスト 藤野景子 役

### 映画
- Go!（2001年、日活・NHKエンタープライズ21・ソニーPCL製作 矢崎充彦監督）真由美 役

### CM
- ライオン、ナビック、ビトイーン、デンターシステマ・ハブラシ（2001 - 2002年）

## 写真集
- Fairy (2001年3月20日、ワニブックス）撮影:渡辺達生 ISBN 978-4847026485